# Grand Prix automobile d'Afrique du Sud 1980
Le Grand Prix d'Afrique du Sud 1980, disputé sur le circuit du Kyalami le 1er mars, est la 331e course de Formule 1 courue depuis la création du championnat du monde de Formule 1 en 1950 et la troisième épreuve du championnat du monde de Formule 1 1980. Il a été remporté sur Renault par le Français René Arnoux vainqueur de son second Grand Prix consécutif après avoir signé la première victoire de sa carrière à l'occasion du Grand Prix du Brésil 1980.
Avec la deuxième place de Jacques Laffite sur Ligier et la troisième place de Didier Pironi également sur Ligier, il a donné lieu au premier podium 100 % français de l'histoire du championnat du monde de Formule 1.

## Classement
| Pos. | No | Pilote                | Écurie          | Tours | Temps/Abandon                     | Grille | Points |
| ---- | -- | --------------------- | --------------- | ----- | --------------------------------- | ------ | ------ |
| 1    | 16 | René Arnoux           | Renault         | 78    | 1 h 36 min 52 s 54 (198,262 km/h) | 2      | 9      |
| 2    | 26 | Jacques Laffite       | Ligier-Ford     | 78    | + 34 s 07                         | 4      | 6      |
| 3    | 25 | Didier Pironi         | Ligier-Ford     | 78    | + 52 s 49                         | 5      | 4      |
| 4    | 5  | Nelson Piquet         | Brabham-Ford    | 78    | + 1 min 01 s 02                   | 3      | 3      |
| 5    | 28 | Carlos Reutemann      | Williams-Ford   | 77    | + 1 tour                          | 6      | 2      |
| 6    | 30 | Jochen Mass           | Arrows-Ford     | 77    | + 1 tour                          | 19     | 1      |
| 7    | 3  | Jean-Pierre Jarier    | Tyrrell-Ford    | 77    | + 1 tour                          | 13     |        |
| 8    | 20 | Emerson Fittipaldi    | Fittipaldi-Ford | 77    | + 1 tour                          | 18     |        |
| 9    | 14 | Clay Regazzoni        | Ensign-Ford     | 77    | + 1 tour                          | 20     |        |
| 10   | 6  | Ricardo Zunino        | Brabham-Ford    | 77    | + 1 tour                          | 17     |        |
| 11   | 7  | John Watson           | McLaren-Ford    | 76    | + 2 tours                         | 21     |        |
| 12   | 11 | Mario Andretti        | Lotus-Ford      | 76    | + 2 tours                         | 15     |        |
| Abd. | 17 | Geoff Lees            | Shadow-Ford     | 70    | Suspension                        | 24     |        |
| Abd. | 23 | Bruno Giacomelli      | Alfa Romeo      | 69    | Moteur                            | 12     |        |
| Abd. | 15 | Jean-Pierre Jabouille | Renault         | 61    | Crevaison                         | 1      |        |
| Abd. | 4  | Derek Daly            | Tyrrell-Ford    | 61    | Crevaison                         | 16     |        |
| Abd. | 21 | Keke Rosberg          | Fittipaldi-Ford | 58    | Accident                          | 23     |        |
| Nc.  | 22 | Patrick Depailler     | Alfa Romeo      | 53    | Non classé                        | 7      |        |
| Abd. | 27 | Alan Jones            | Williams-Ford   | 34    | Boîte de vitesses                 | 8      |        |
| Abd. | 2  | Gilles Villeneuve     | Ferrari         | 31    | Transmission                      | 10     |        |
| Abd. | 1  | Jody Scheckter        | Ferrari         | 14    | Panne électrique                  | 9      |        |
| Abd. | 29 | Riccardo Patrese      | Arrows-Ford     | 10    | Sortie de piste                   | 11     |        |
| Abd. | 31 | Eddie Cheever         | Osella-Ford     | 8     | Accident                          | 22     |        |
| Abd. | 12 | Elio De Angelis       | Lotus-Ford      | 1     | Sortie de piste                   | 14     |        |
| Np.  | 8  | Alain Prost           | McLaren-Ford    |       | Accident en essais qualificatifs  |        |        |
| Np.  | 9  | Marc Surer            | ATS-Ford        |       | Accident en essais qualificatifs  |        |        |
| Nq.  | 18 | David Kennedy         | Shadow-Ford     |       | Non qualifié                      |        |        |
| Nq.  | 10 | Jan Lammers           | ATS-Ford        |       | Non qualifié                      |        |        |

- Alain Prost a réalisé le 22e temps qualificatif mais n'a pas pris le départ à la suite d'un accident en essais qualificatifs.
- Geoff Lees, initialement non qualifié (25e temps des qualifications) est admis au départ à la suite de l'accident d'Alain Prost libérant une place sur la grille.
- Marc Surer, victime d'une fracture des deux jambes n'a pas pris part non plus à la course.

## Pole position et record du tour
- Pole position : Jean-Pierre Jabouille en 1 min 10 s 00 (vitesse moyenne : 211,063 km/h)
- Meilleur tour en course : René Arnoux en 1 min 13 s 15 au 51e tour (vitesse moyenne : 201,974 km/h).

## Tours en tête
- Jean-Pierre Jabouille : 61 (1-61)
- René Arnoux : 17 (62-78)

## À noter
- 2e victoire pour René Arnoux.
- 3e victoire pour Renault en tant que constructeur.
- 3e victoire pour Renault en tant que motoriste.
- 1er départ en Grand Prix d'une Osella.
- 104e et dernier Grand Prix de l'écurie Shadow.
- Premier podium 100 % français dans l'histoire de la Formule 1.